# Castel Ritaldi
Castel Ritaldi és un comune (municipi) de la província de Perusa, a la regió italiana d'Úmbria, situat uns 40 km al sud-est de Perusa.
L'1 de gener de 2018 tenia 3.245 habitants.
Castel Ritaldi limita amb els municipis de Giano dell'Umbria, Montefalco, Spoleto i Trevi.

## Ciutats agermanades
- Ijadabra, Líban